# Cabana de Bertol
O Cabana de Bertol é um refúgio de montanha pertencente ao clube alpino suíço situado no cantão do Valais na Suíça.
Situado a 3 311 nos Alpes valaisanos  está no Haute Route um trilho de Grande Rota entre Chamonix-Monte-Branco e Zermatt.
Dominando o Val d'Hérens a Cabana de Bertol dá acesso ao alto planalto glaciar entre  a Dent Blanche et cabeça Blanche de Bertol.